# Parrhesia
Parrhesia è il quinto album in studio del gruppo musicale statunitense Animals as Leaders, pubblicato nel 2022.

## Tracce
1. Conflict Cartography – 5:00
2. Monomyth – 3:26
3. Red Miso – 4:31
4. Gestaltzerfall – 4:46
5. Asahi – 1:51
6. The Problem of Other Minds – 2:32
7. Thoughts and Prayers – 5:48
8. Micro-Aggressions – 4:10
9. Gordian Naught – 4:48

## Formazione
- Tosin Abasi – chitarra
- Javier Reyes – chitarra
- Matt Garstka – batteria